# Пам'ятник Петрові Сагайдачному (Кульчиці)
Па́м'ятник Петро́ві Сагайда́чному — пам'ятник українському гетьманові Петру Конашевичу-Сагайдачному. Встановлений у 1992 році в селі Кульчиці Самбірського району Львівської області. Автори: скульптори — Д. Крвавич, М. Посікіра, Л. Яремчук, архітектор — М. Федик.